# Kooikersrecht

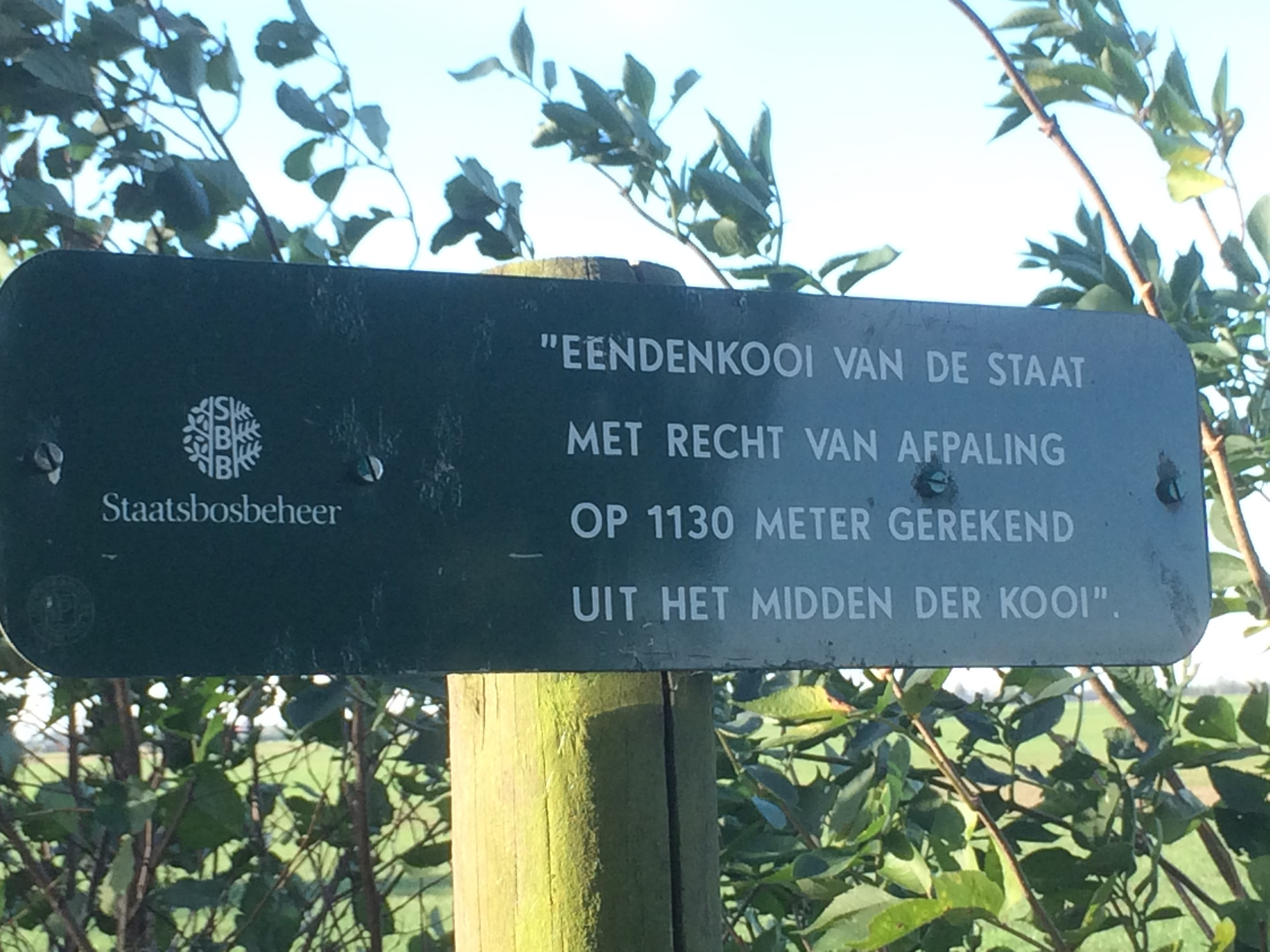
Bord kooikersrecht

Het kooikersrecht is het recht van de kooiker (een exploitant van een eendenkooi) om met uitsluiting van anderen eenden te jagen en te vangen.
Dit recht strekt zich uit over een afstand van 1130 meter rondom de eendenkooi. Het kooikersrecht betreft een privaatrechtelijk vastgelegde zonering. Het recht is dus niet vastgelegd in overheidsregulering, al is er krachtens provinciale milieuverordeningen vaak wel een stiltegebied rondom een eendenkooi gelegd.